# Naemi

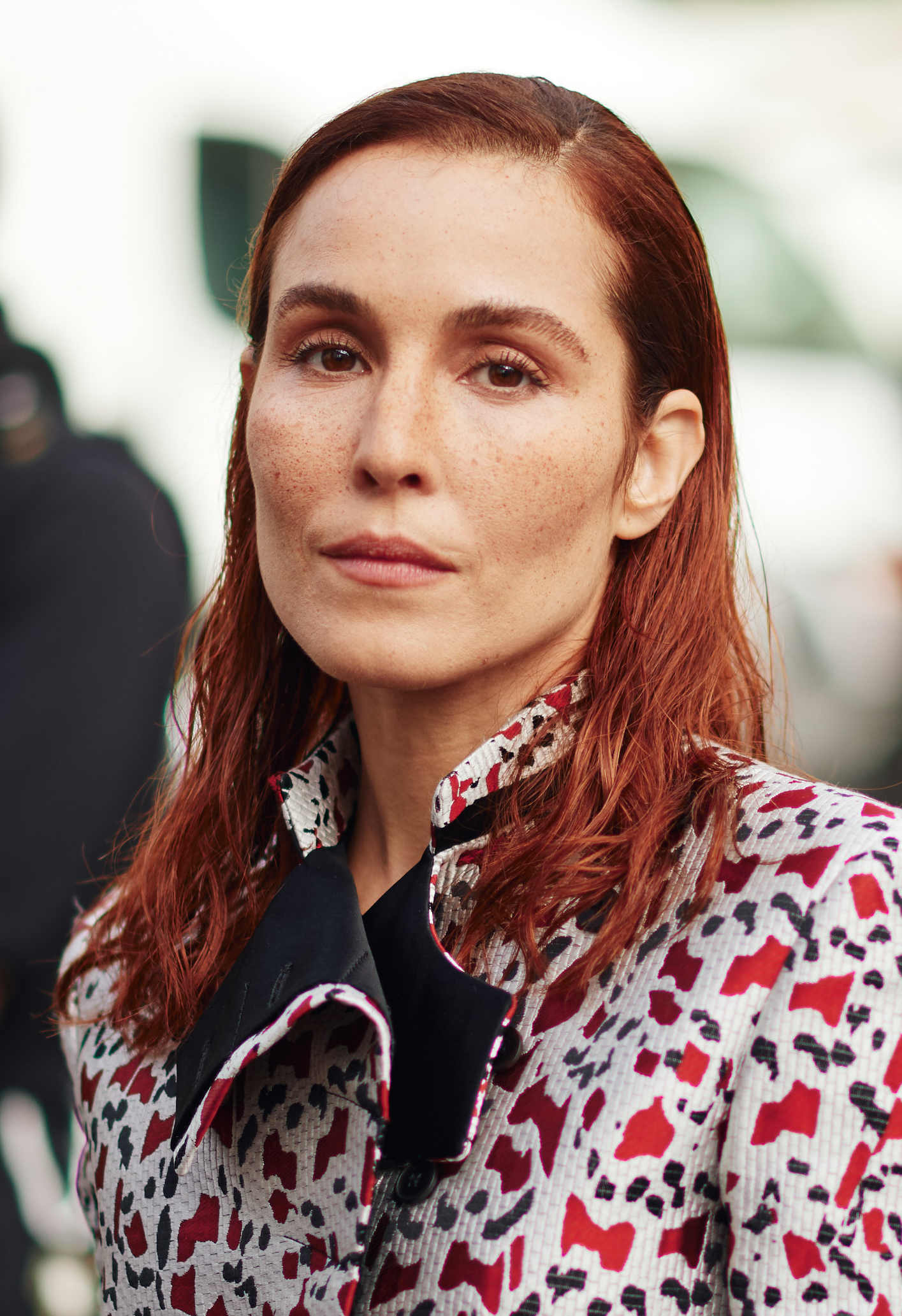
Noomi Rapace, 2019.

Kvinnonamnet Naemi, Naëmi eller Naimi härstammar liksom Naima och Noemi från hebreiskans נָעֳמִי Naomi (el Noomi) som betyder mitt behag eller den angenäma. 
I Karl XII:s bibelöversättning skrivs namnet Naemi. I den omarbetade versionen från 1917 bytte namn stavning till Noomi.
Naemi var ganska populärt i början av 1900-talet och fram till 1920-talet, men är mycket ovanligt bland de yngre.
31 december 2009 fanns det totalt 1 872 personer i Sverige med namnet Naemi/Naimi varav 542 med det som tilltalsnamn.
År 2003 fick 24 flickor namnet, varav 4 fick det som tilltalsnamn.
Namnsdag: 17 november.

## Personer med namnet Naemi/Naimi/Noemi
- Naemi Briese, skådespelerska
- Naëmi Ingman-Starck, finländsk sångerska och musikpedagog
- Naimi, artistnamn på musikern och konstnärinnan Kristin Eklund
- Naimi Kari, finländsk skådespelare
- Noemi, italiensk sångerska
- Noomi Rapace, svensk skådespelare